# Drosophila velutinifrons
Drosophila velutinifrons är en tvåvingeart som beskrevs av Elmo Hardy 1965. Drosophila velutinifrons ingår i släktet Drosophila och familjen daggflugor.
Artens utbredningsområde är Hawaii.